# أرغاياش
أرغاياش (بالروسية: Аргаяш) هي مدينة في مقاطعة تشيليابينسك أوبلاست في روسيا.